# Bruine Beer in het Blauwe Huis
Bruine Beer in het Blauwe Huis is een Amerikaanse televisieserie geproduceerd door The Jim Henson Company dat zich afspeelt in een blauw huis met enkele markante figuren. De serie leert kinderen zaken die ze dagelijks kunnen meemaken.
De televisieserie is in Nederland gedeeltelijk in 52 afleveringen uitgezonden door KRO Kindertijd en in Vlaanderen door Ketnet en ook verkrijgbaar op dvd (vooralsnog 10 delen). Er is ook een boek, De nacht van Luna, verschenen. Van de serie zijn 118 afleveringen gemaakt in de periode 1997-2007, die gedeeltelijk in het Nederlands zijn verschenen.

## Personages
In de serie keren de volgende figuren regelmatig terug.
BeerBeer is de hoofdpersoon van de serie. Hij is een grote en pluizige beer, houdt van muziek (vooral jazz) en leert de kijkende kinderen van alles. Zijn Nederlandse stem werd ingesproken door Roberto de Groot
TetterTetter is een kleine blauwe muis die leeft in Beers keuken. Hij wil alles doen wat hij denkt te kunnen en komt hierdoor soms in situaties terecht waar hij niet zo makkelijk uitkomt. Beer probeert vaak te helpen, maar Tetter staat erop om zijn problemen zelf op te lossen. Zijn Nederlandse stem werd ingesproken door Ewout Eggink.
SchaduwDe schaduw van een meisje dat verhalen vertelt aan Beer en de kijkende kinderen. Vaak doet ze dit op poëtische (soms ook muzikale) wijze. Haar Nederlandse stem werd ingesproken door Hilde de Mildt.
LunaDe maan die aan het eind van elke aflevering verschijnt. Meestal vraagt ze Beer hoe zijn dag in het Blauwe Huis was en vertelt vervolgens over haar avonturen. Wanneer dit gedaan is, zingen Luna en Beer hun vaste 'afscheidsliedje'. Haar Nederlandse stem werd ingesproken door Beatrijs Sluijter.
OjoEen klein speels beertje. Haar Nederlandse stem werd ingesproken door Marjolein Algera.
TreeloEen maki uit het bos, dicht bij het Blauwe Huis. Ze wordt vaak spelend met Ojo gezien. Haar Nederlandse stem werd ingesproken door Christa Lips.
Pip en PopTwee paarse otters uit de poel, dicht bij het Blauwe Huis. De Nederlandse stem van Pip werd ingesproken door Martin van den Ham, die van Pop door Fred Meijer.

## Seizoenen
| Seizoen | Afleveringen |
| ------- | ------------ |
| 1       | 26           |
| 2       | 39           |
| 3       | 26           |
| 4       | 18           |
| 5       | 8            |

## Afleveringen

### Seizoen 1 (1997)
| Aflevering (Seizoen) | Aflevering (Serie) | Nederlandse titel                  | Originele titel               |
| -------------------- | ------------------ | ---------------------------------- | ----------------------------- |
| 1                    | 1                  | Waar Beer is ben je thuis          | Home is Where the Bear Is     |
| 2                    | 2                  | Water, overal water                | Water, Water Everywhere       |
| 3                    | 3                  | De muizenpartij                    | Mouse party                   |
| 4                    | 4                  | De vorm van een Beer               | Shape of a Bear               |
| 5                    | 5                  | Beregezond                         | Picture of health             |
| 6                    | 6                  | Eerlijk delen                      | Share, Bear                   |
| 7                    | 7                  | Waarom beren niet kunnen vliegen   | Why bears can't fly           |
| 8                    | 8                  | Hoera het is herfst                | Falling for fall              |
| 9                    | 9                  | Wat brengt de Post, Vandaag?       | What's in the mail today      |
| 10                   | 10                 | Dansen van vroeg tot laat          | Dancin' the day away          |
| 11                   | 11                 | Verschillende kleuren              | A wagon of a different colors |
| 12                   | 12                 | Lekker vies                        | Dirt, I love you so           |
| 13                   | 13                 | Ojo's orkest                       | Music to my ears              |
| 14                   | 14                 | Het één hoort bij het ander        | All connected                 |
| 15                   | 15                 | Zomer, koeler                      | Summer cooler                 |
| 16                   | 16                 | Het grote kleine bezoek            | The big little visitor        |
| 17                   | 17                 | Een winterslaapje                  | A winter's nap                |
| 18                   | 18                 | Werken als een Beer                | Working like a Bear           |
| 19                   | 19                 | Toveren in de keuken               | Magic in the kitchen          |
| 20                   | 20                 | Lentekriebels                      | Spring fever                  |
| 21                   | 21                 | Er groeit een plant in het huis... | A plant grows in Bear's house |
| 22                   | 22                 | Eet, drink sap en wees vrolijk     | Eat, drink juice & be merry   |
| 23                   | 23                 | Een helpende hand                  | Need a little help today      |
| 24                   | 24                 | Iets kwijt                         | Lost thing                    |
| 25                   | 25                 | Luister goed!                      | Listen up!                    |
| 26                   | 26                 | Vrienden voor het leven            | Friends for life              |

### Seizoen 2 (1998-1999)
| Aflevering (Seizoen) | Aflevering (Serie) | Nederlandse titel                    | Originele titel                    |
| -------------------- | ------------------ | ------------------------------------ | ---------------------------------- |
| 1                    | 27                 | Ooh baby, baby                       | Oh baby, baby                      |
| 2                    | 28                 | De verdwenen kaas                    | Raiders of the lost cheese         |
| 3                    | 29                 | De logeerpartij                      | The big sleep                      |
| 4                    | 30                 | Je klinkt als een klok               | Clear as a bell                    |
| 5                    | 31                 | Goede tijden                         | Good times                         |
| 6                    | 32                 | Je leert iedere dag iets nieuws      | You learn something new every day  |
| 7                    | 33                 | Terug naar de natuur                 | Back to nature                     |
| 8                    | 34                 | De Olympische Spelen                 | The Ojolympics                     |
| 9                    | 35                 | De grote fantasten                   | The great pretender                |
| 10                   | 36                 | Het zit in je hoofd                  | It's all in your head              |
| 11                   | 37                 | Oeps, mijn fout                      | Oops, my mistake                   |
| 12                   | 38                 | Beers verjaardagsfeest               | Bear's birthday bash               |
| 13                   | 39                 | Stel je voor                         | Picture this                       |
| 14                   | 40                 | Het grote bezoek aan het blauwe huis | The big blue housecall             |
| 15                   | 41                 | Alles verandert                      | Change is in the air               |
| 16                   | 42                 | Ik heb iets uitgevonden              | Look what I made                   |
| 17                   | 43                 | Alle begin is moeilijk               | If at first you don't succeed...   |
| 18                   | 44                 | De Weer-Beer                         | All weather Bear                   |
| 19                   | 45                 | Dat heb ik gebouwd                   | I built that                       |
| 20                   | 46                 | Tetters reisje                       | Tutter's tiny trip                 |
| 21                   | 47                 | Danskriebels                         | Dance fever!                       |
| 22                   | 48                 | Niet bang                            | Afraid not                         |
| 23                   | 49                 | Wees gewoon jezelf                   | I've gotta be me                   |
| 24                   | 50                 | Insekten                             | Buggin'                            |
| 25                   | 51                 | Liefde is een wonder                 | Love is all you need               |
| *26                  | *52                | Het is mij een mysterie              | It's a mystery to me               |
| 27                   | 53                 |                                      | As Different as Day and Night      |
| 28                   | 54                 |                                      | Grandparents Just Want to Have Fun |
| 29                   | 55                 |                                      | The Way I Feel Today               |
| 30                   | 56                 |                                      | You Go, Ojo!                       |
| 31                   | 57                 |                                      | Scientific Bear                    |
| 32                   | 58                 |                                      | Boys Will Be Boys                  |
| 33                   | 59                 |                                      | I Was Just Thinking                |
| 34                   | 60                 |                                      | Wish You Were Here                 |
| 35                   | 61                 |                                      | And To All A Good Night            |
| 36                   | 62                 |                                      | Call It A Day                      |
| 37                   | 63                 |                                      | We Did It Our Way                  |
| 38                   | 64                 |                                      | What's The Story?                  |
| 39                   | 65                 |                                      | When You've Got to Go!             |

## Songteksten
Begintune
| Beer:             | Welkom in het Blauwe Huis, ho-ho-hooo!         |
| Tetter:           | Hallo, ik ben de kleine muis                   |
| Beer:             | 't Is voor jou,                                |
| Pip & Pop:        | kom toch gauw!                                 |
| Beer:             | Ik ben zelf de grote beer                      |
| Beer:             | Dikke pret,                                    |
| Pip & Pop:        | opgelet!                                       |
| Beer:             | Voel je thuis,                                 |
| Tetter:           | net als muis,                                  |
| Pip & Pop & Beer: | in het Blauwe Huis                             |
| Pip & Pop:        | Wij zijn hier toch zo tevree, ho-ho-hooo!      |
| Beer:             | En de maan doet ook mee                        |
| Tetter:           | Keuken hier,                                   |
| Pip & Pop:        | badkuip daar!                                  |
| Beer:             | Spullen op de zolder                           |
| Ojo:              | Kussens vol met bolder                         |
| Treelo:           | Alles pluis                                    |
| Ojo:              | en gebruis!                                    |
| Ojo & Treelo:     | In het Blauwe Huis                             |
| Beer:             | Wooow!                                         |
| Allen:            | Welkom, welkom, welkom in het Blauwe Huis (2x) |
| Allen:            | Deur is open                                   |
| Tetter:           | Ja, kom binnen!                                |
| Beer:             | Jij bent hier,                                 |
| Allen:            | wij gaan!                                      |

Eindtune
| Beer:  | Wanneer ik jullie zie,                     |
| Luna:  | voel ik me altijd blij                     |
| Beer:  | We hebben pret gehad,                      |
| Beide: | maar nu is het voorbij                     |
| Beer:  | Vaarwel, vaarwel, we moeten gaan           |
| Beide: | We zijn vandaag weer klaar                 |
| Beer:  | Maar hé, hé wacht, het is niet erg,        |
| Luna:  | want we zien je gauw weer terug, heus waar |
| Beer:  | O zo gauw, echt waar                       |
| Beide: | Vaarwel, tot ziens, we moeten gaan         |
| Beide: | Maar het is niet voorgoed                  |
| Beide: | De maan, de beer en het Blauwe Huis        |
| Beide: | Kom dus gauw weer kijken en                |
| Beide: | speel maar mee (3x)                        |